# Пярдомля (приток Воложбы)
Пярдомля — река в России, протекает по Бокситогорскому району Ленинградской области. Правый приток Воложбы (бассейн Сяси). На реке расположен город Бокситогорск. Длина реки — 22 км, площадь водосборного бассейна — 188 км².

## География
Пярдомля начинается на западном краю болота Порослово, как Сырая Пярдомля и Сухая Пярдомля, восточнее города Бокситогорска. Течёт на северо-запад, протекает по южной окраине Бокситогорска, оставляя на правом берегу деревню Бор, и впадает в Воложбу справа в 29 км от устья последней.
Река имеет 4 именованных притока: левые — ручей Степаницкий, ручей Вельга, правые — ручей Вымяток, ручей Бубровец.

## Данные водного реестра
По данным государственного водного реестра России относится к Балтийскому бассейновому округу, водохозяйственный участок реки — Сясь, речной подбассейн реки — Нева и реки бассейна Ладожского озера (без подбассейна Свирь и Волхов, российская часть бассейнов). Относится к речному бассейну реки Нева (включая бассейны рек Онежского и Ладожского озера).
Код объекта в государственном водном реестре — 01040300112102000018150.